# Petronell-Carnuntum
Petronell-Carnuntum je městys v dolnorakouském okrese Bruck an der Leitha. Leží na pravém břehu Dunaje jihozápadně od Hainburgu an der Donau, v nadmořské výšce 182 metrů.

## Geografie
Petronell-Carnuntum leží v Industrieviertelu (Průmyslová čtvrť) v Dolních Rakousích. Plocha městyse je 25,36 kilometrů čtverečních, 25,99 % plochy je zalesněno.

## Historie
Ve starověku byla pevnost Carnuntum součástí římské provincie Pannonie. Oblast byla osídlena v druhé polovině 11. století a již ve 12. století obdržela obec práva trhů.
Ve 13. století již existovala „Petronellská linie“ rodu Liechtensteinského.

### Vývoj počtu obyvatel
- 1971 1236
- 1981 1241
- 1991 1202
- 2001 1158
- 2009 1404

## Pamětihodnosti
- Výraznou pamětihodností v obci je zbytek římské pevnosti Carnuntum.
- Kaple svatého Jana Křtitele, románská rotunda z první poloviny 12. století. Původní stavbu postavili rytíři řádu templářů původně jako opevněný kostel.
- Katolický farní kostel svaté Petronily (kolem 1200) s rokokovým baldachýnem.
- Dřívější vodní hrad, zámek Petronell , podle majitelů také zvaný "Zámek Traun". Stavbu zámku se čtyřmi křídly postavil v letech 1660-1667 Domenico Carlone (asi 1615-1679) ve stylu raného baroka.
- Symbolem Petronellu je tzv. Pohanská brána (Heidentor), dříve vítězný oblouk města Carnuntum.
- Petronellským farním kostelem je kostel v okrese Bruck.

## Hospodářství a infrastruktura
Nezemědělských pracovišť bylo v roce 2001 51 a zemědělských a lesnických pracovišť bylo v roce 1999 59. Počet výdělečně činných obyvatel v místě bydliště bylo v roce 2001 514, což činí 45,13 %.